# Martin Schede
Martin Schede (né le 22 octobre 1883 à Magdebourg et mort en février 1947 au camp de Gomlitz) est un archéologue classique allemand qui fut de 1937 à 1945 président de l'Institut archéologique du Reich.

## Leben
Schede termine ses études en archéologie classique, histoire de l'art et histoire antique en 1909 avec une thèse dont le sujet est Simaornamentik, Entwicklung des Anthemien- (de) und Rankenmotivs.
De 1910 à 1913, il travaille sous l'égide de Theodor Wiegand aux fouilles du temple d'Apollon de Didymes, puis à partir d'octobre 1910 à l'Héraion de Samos. Il est nommé conservateur et professeur au musée de Berlin et succède en 1924 à Wiegand, comme représentant des musées de Prusse en Turquie. Il fonde l'Institut archéologique allemand d'Istanbul (de), dont il devient le premier directeur. Il s'efforce aussi, en plus de l'archéologie grecque classique, de développer des recherches archéologiques concernant l'histoire turque dans le pays depuis les invasions ottomanes. Il travaille sur le site du temple de Rome et d'Auguste à Ancyre (Ankara aujourd'hui) avec Daniel Krencker (de). Il est nommé à la mort de Wiegands en 1937, président de l'Institut archéologique du Reich.
De plus, Schede est nommé en 1939 président de la Société orientale allemande (DMG). La clause, intitulée paragraphe aryen, y devient obligatoire en 1940. Il mène des négociations avec le bureau central de sécurité du Reich (Reichssicherheitshauptamt) pour former le « groupe de travail Turkestan » chargé de l'instruction de mollahs, comme aumôniers de guerre - dits « Feld-Mullahs » - auprès de légionnaires et de soldats de la Wehrmacht ou de la SS. Ces mollahs étaient issus des prisonniers de guerre soviétiques originaires des régions musulmanes des  républiques soviétiques d'Asie centrale ou du Caucase. La Société orientale allemande est chargée de leur formation à partir de la fin de l'année 1943, selon un protocole de la SS. Il devient membre du NSDAP le 1er juin 1937, mais il est opposé à l'ingérence idéologique dans les recherches archéologiques.
Lorsque le Troisième Reich tombe en mai 1945, Schede est fait prisonnier par les soviétiques et meurt au camp de Gomlitz en 1947. Il semble qu'il soit mort de faim et d'épuisement.

## Quelques publications
- Antikes Traufleisten-Ornament (= Zur Kunstgeschichte des Auslandes, 67), éd. Heitz, Strasbourg, 1909.
- Die Burg von Athen, éd. Schoetz & Parrhysius, Berlin, 1922.
- Griechische und römische Skulpturen des Antiken-Museums von Konstantinopel (= Meisterwerke der Türkischen Museen zu Konstantinopel, vol. 1), éd. de Gruyter, Berlin, etc., 1928.
- Die Ruinen von Priene, éd. de Gruyter, Berlin, 1934
- En collaboration avec Daniel Krencker: Der Tempel in Ankara, éd. de Gruyter, Berlin, 1936